# Everyone into Position
Everyone into Position is een album van de Britse progressieve-rockband Oceansize. Het is het tweede album van de groep.

## Tracklist
1. "The Charm Offensive" – 7:19
  - Bevat een verborgen nummer "Emp(irical) Error" als je het nummer terug spoelt
2. "Heaven Alive" – 6:20
3. "A Homage To A Shame" – 5:52
4. "Meredith" – 5:26
5. "Music For A Nurse" – 8:16
6. "New Pin" – 5:11
7. "No Tomorrow" – 7:10
8. "Mine Host" – 4:10
9. "You Can't Keep A Bad Man Down" – 7:36
10. "Ornament/The Last Wrongs" – 9:21

## Bezetting
- Mike Vennart - Zang, gitaar
- Gambler - Gitaar
- Steve Durose - Gitaar, zang
- Jon Ellis - Bas
- Mark Heron - Drums

### Producers
- Dan Austin
- Oceansize

## Commercieel gebruik van de muziek
Het nummer "Music For A Nurse" werd gebruikt in een reclame voor Orange, terwijl "Meredith" werd gebruikt in een aflevering van The O.C.. Zowel "Music For A Nurse" als "Meredith" werden gebruikt in de BCC-dramaserie Waterloo Road.